# Орловский, Андрей Валерьевич
Андре́й Вале́рьевич Орло́вский (бел. Андрэй Валер'евіч Арлоўскі, англ. Andrei Arlovski, род. 4 февраля 1979 года в Бобруйске, Белорусская ССР) — белорусский спортсмен, выступающий в смешанных единоборствах (ММА), одиннадцатый чемпион Ultimate Fighting Championship (UFC) в тяжёлом весе (2005—2006). В соревнованиях MMA (от англ. Mixed martial arts) Орловский, который, в числе прочих, победил таких известных бойцов, как Тим Сильвия, Фабрисиу Вердум, Антониу Силва, Владимир Матюшенко, Трэвис Браун и Фрэнк Мир, долгое время считался одним из ведущих бойцов.
Орловский получил прозвище «Питбуль», для соответствия которому использует капу с двумя «клыками».
Орловский несколько раз выступил в качестве актёра, наиболее известные из его работ — роли злодеев в американских боевиках «Универсальный солдат 3: Возрождение» (2010) и «Универсальный солдат 4» (2012), в каждом из которых он снялся вместе с Жан-Клодом Ван Даммом и Дольфом Лундгреном. Он также является прототипом персонажа компьютерной игры компании Electronic Arts, а также коллекционной фигурки, выпущенной под брендом UFC.

## Ранние годы
Андрей Орловский родился в Бобруйске 4 февраля 1979 года в семье отца-военного и матери, которая работала инженером. В связи с профессией отца, в 1983—1988 годах Орловские жили в Дебрецене, после чего вновь вернулись в Бобруйск. Вскоре родители Андрея развелись, и он стал жить с матерью и её родителями.
— В интернете вас правильно гуглить и как «Орловский», и как «Арловский». В чем дело?
— В белорусской транскрипции в паспорте фамилия написана через «а». Американцы взяли за основу этот вариант, и мне пришлось менять все документы, чтобы в Америке они были через «а». Там мое имя — своеобразный бренд. Некоторые зовут меня Double А.
В детстве он занимался лёгкой атлетикой, футболом, карате, а после школы поступил в Академию МВД в Минске на уголовно-исполнительный факультет, с которого через два года перевёлся на факультет криминалистики. В Академии он активно стал заниматься самбо и дзюдо. В сентябре 1999 года в Санкт-Петербурге проходил чемпионат мира по самбо, на котором Орловский стал первым среди юниоров в категории свыше 100 кг и получил звание «мастера спорта международного класса Республики Беларусь». Окончив Академию по специальности юрист-правовед, Орловский не стал работать в правоохранительных органах, а начал тренироваться у известного кикбоксера Дмитрия Степанова, под руководством которого он проходил подготовку вплоть до 2005 года.

## Спортивная карьера

### M-1
В апреле 1999 года Орловский дебютировал в профессиональном спорте на «Чемпионате мира 1999» — MMA-турнире, организованном компанией «Микс-файт М-1» в Санкт-Петербурге. Его противником в первом бою был местный боец Вячеслав Дацик. На протяжении всего поединка Орловский владел значительным преимуществом, особенно заметным в борьбе, однако не смог завершить схватку досрочно. В самом начале седьмой минуты Дацику удалось нанести точный удар Андрею в подбородок, отправив в нокаут белорусского спортсмена. Через год Орловский реабилитировался перед болельщиками, выиграв «Чемпионат Европы 2000». Для этого он последовательно победил Майкла Тилроя (удушающим приёмом «гильотина») и Романа Зенцова (техническим нокаутом).

### UFC
В 2005 году Орловский получил приглашение принять участие в боях в США и вскоре переехал в Чикаго. Однако в дальнейшем Андрей всегда подчёркивал своё происхождение. В частности, он выходил на поединки с двойным флагом: Беларуси и США.

#### Первые выступления
Орловский дебютировал в Ultimate Fighting Championship в ноябре 2000 года на «UFC 28» победой болевым приёмом над Аароном Бринком. Однако следом он потерпел два поражения нокаутом: от будущего чемпиона Рикко Родригеса и трижды претендента на титул Педру Риззу. Тем не менее, уже в следующем бою, состоявшемся на «UFC 40» против англичанина Иана Фримана, Андрей смог прервать неудачную серию, нокаутировав оппонента в первом раунде.
На «UFC 44» Орловский встретился с бывшим соотечественником — оставшимся в США в середине 1990-х Владимиром Матюшенко — и на исходе второй минуты отправил его в нокаут апперкотом в челюсть. Следующим противником Орловского должен был стать Тим Сильвия, поединок с которым был назначен на «UFC 47». Однако, в последний момент американец был заменён Уэсли Коррейрой, который, в свою очередь, первоначально должен был встретиться с Андреем на «UFC 44». Орловский нокаутировал противника во втором раунде, добавив в свой послужной список в UFC четвёртую победу.

#### Чемпион UFC в тяжёлом весе
Последние успехи позволили Орловскому претендовать на титул чемпиона в тяжёлом весе. Бой против обладателя пояса Фрэнка Мира был назначен на декабрь 2004 года, однако американец попал в аварию и сломал ногу, следствием чего явился перенос даты поединка, а позже, ввиду невозможности проведения Миром защиты, объявление схватки за титул «временного чемпиона» (англ. interim champion) между Андреем и предыдущим чемпионом Тимом Сильвией на «UFC 51». Для победы Орловскому потребовалось всего 47 секунд: он сумел поразить соперника ударом правой руки, отправившим американца в нокдаун, а затем провести болевой приём «ущемление ахиллова сухожилия», принесший ему чемпионский пояс. Впоследствии этот болевой приём был номинирован сайтом Sherdog на звание лучшего болевого приёма года, а сам поединок — на звание «лучшего боя в UFC»; однако награды в этих номинациях достались другим: «скручиванию пятки» в поединке Тёнан—Силва и бою Хьюз—Тригг 2 соответственно.
Первую защиту временного титула Орловский провёл на «UFC 53» против одноклубника Сильвии по Miletich Fighting Systems, американца Джастина Эйлерса, который получил право на этот бой весьма неожиданно, так как за два месяца до этого был нокаутирован Полом Бентелло. Поэтому неудивительно, что предпочтения аналитиков в том бою были на стороне Андрея, который полностью доминировал в клетке и, как позже выяснилось, сломал противнику нос и обе руки. Поединок был остановлен в начале пятой минуты первого раунда после того, как Эйлерс попытался нанести лоукик, однако, ударив в блок Орловского, повредил колено и не смог продолжать бой.
После этого боя встал вопрос о поединке за звание «бесспорного чемпиона» (англ. undisputed champion) между Орловским и Миром. Однако американец полностью ещё не восстановился после аварии и не был готов к выступлениям, поэтому в августе 2005 года он был лишён титула, который перешёл к Орловскому, а на октябрь того же года новоиспечённому чемпиону была назначена первая защита против Пола Бентелло. Соперники встретились на «UFC 55» в одном из самых скоротечных титульных боёв в истории UFC, в котором американец был нокаутирован всего за 15 секунд.

#### Потеря титула чемпиона и уход из UFC
Между тем Сильвия сумел вновь получить статус претендента на титул, одержав три победы. Матч-реванш с Орловским был назначен на апрель 2006 года в качестве главного боя «UFC 59». Поединок запомнился драматической развязкой: в середине первого раунда Андрею, как и в первом бою, удалось опрокинуть Сильвию на настил ударом правой руки, однако американец сумел избежать поражения от добивания или болевого, поднялся в стойку; вскоре американец сам отправил оппонента в нокдаун и провёл серию добивающих ударов, которая вынудила рефери остановить поединок.
Орловский сразу же получил возможность взять реванш: третий бой с Сильвией был назначен на июльский «UFC 61». Учитывая результаты первых двух поединков, многими ожидалось зрелищное противостояние. Однако поединок продолжался все пять раундов и закончился победой Сильвии единогласным решением (48—47, 49—46, 48—47). Несмотря на то, что бойцы нанесли суммарно 590 ударов, бой запомнился зрителям как скучный и незрелищный.
В конце декабря 2006 года на «UFC 66: Liddell vs Ortiz 2» Орловскому противостоял титулованный бразильский борец Марсиу Крус, в активе которого имелись многократные чемпионства на турнирах по бразильскому джиу-джитсу, а также сенсационная победа над Фрэнком Миром в апреле. Крус с самого начала боя попытался перевести его в партер и после продолжительной борьбы у сетки попытался выполнить болевой приём на ногу. Орловский нанёс ему удар свободной ногой, и поединок был приостановлен рефери, вынесшим Андрею предупреждение. Крус сказал рефери, что никаких последствий для него тот удар не имел. Однако несколькими мгновениями после того, как бой был продолжен, Орловский нанёс сильный удар правой рукой, который отправил Круса в нокдаун. Андрей принялся наносить удары по голове упавшего бразильца и был признан победителем.
В апреле следующего года Орловский встретился с бразильцем Фабрисиу Вердумом в рамках «UFC 70». Так же, как и Крус, Вердум превосходно владел техникой бразильского джиу-джитсу, доказав это как в борцовских соревнованиях (за 2 года одержав победы на Панамериканском чемпионате, Кубке Европы, Кубке и Чемпионате Мира), так и боях MMA (заставив ранее сдаться таких соперников как Алистар Оверим и Александр Емельяненко). Однако бой разочаровал многих зрителей: оппоненты в течение трёх пятиминутных раундов вели поединок достаточно пассивно, из-за чего зрители несколько раз поднимали недовольный гул. Орловский, памятуя о способностях Вердума бороться в партере, старался оставаться в стойке; при этом ему пришлось работать «первым номером», а не использовать контрудары, в нанесении которых он показал себя хорошо прежде. В то же время Вердум, опасаясь нокаутирующих ударов, стремился завязать борьбу внизу. В итоге победа единогласным решением была присуждена Орловскому.
Следующего поединка Орловскому пришлось ждать 10 месяцев. Он должен был стать последним согласно его текущего контракта, а подписание нового затягивалось из-за несогласия сторон. В течение этого времени Андрей активно вошёл в мир шоу-бизнеса: он начал встречаться с моделью журнала «Playboy» Патрисией Микулой, участвовать в светских мероприятиях, появился на таблоидном ток-шоу Джерри Спрингера. В конце концов, соперник был определён: им стал непобеждённый на тот момент американец Джейк О’Брайен, а сам бой был весьма неожиданно помещён в андеркарт «UFC 82». Орловский владел в течение поединка преимуществом и завершил его досрочно, нанеся оппоненту во втором раунде безответную серию ударов из маунта.

### Контракт с Affliction
В 2008 году Орловский подписал контракт с недавно созданной организацией Affliction Entertainment и в первом бою, состоявшемся 19 июля на «Affliction: Banned», встретился с американцем Беном Ротвеллом. До этого поединка Ротвелл имел серию из тринадцати побед подряд, в том числе над такими бойцами как Кристоф Сожински (дважды), Рикко Родригес и Рой Нельсон, и входил в десятку лучших тяжеловесов планеты. В течение первых десяти минут Орловский владел преимуществом, переигрывая оппонента в ударной технике и проведя несколько попыток болевых приёмов. Во втором раунде Ротвелл сумел обратить в свою пользу одну из таких попыток и, заняв гард, принялся наносить удары сверху, что, впрочем, ни к какому положительному для него результату не привело. Напротив, в конце пятиминутки Орловский провёл безответную серию ударов руками, ногами и коленом. На второй минуте третьего раунда Андрей отправил соперника в нокаут, прервав почти трёхлетнюю победную серию американца.
Следующим поединком для Орловского должен был стать бой с Джошем Барнеттом в октябре. Однако он был отложен, и Affliction разрешила Андрею выступить на турнире под эгидой организации EliteXC — «EliteXC: Heat». Соперником Орловского стал нокаутер и обладатель чёрного пояса по бразильскому джиу-джитсу Рой Нельсон. В начале поединка Нельсону удалось перевести противника в партер, где он несколько раз попытался провести болевой приём. В конце концов, рефери Хорхе Ортис посчитал, что активных действий бойцы не проводят, и поднял их в стойку. Нельсон, войдя в клинч, прижал Орловского к сетке, однако дальнейшего развития его действия не получили, в связи с чем Ортис вновь развёл бойцов. Концовка первого раунда прошла в обмене бойцами ударами. Второй раунд начался с того, что Нельсону вновь удалось прижать Орловского к сетке, однако последний сумел отбросить его назад и принялся наносить удары руками, ногами и коленями по уставшему противнику. В итоге Андрею удалось отправить соперника на настил точным правым прямым, и рефери остановил поединок, зафиксировав поражение американца нокаутом, которое на август 2011 года так и осталось у него единственным нокаутом в карьере. После боя Нельсон заявил, что не согласен с решением рефери развести бойцов в первом раунде, когда он пытался выполнить болевой приём, эмоционально добавив, что сражался с двумя: Орловским и Ортисом.
Как уже упоминалось, Орловский должен был встретиться с Джошем Барнеттом в главном бою вечера на «Affliction: Day of Reckoning» (рус. День расплаты), запланированном на октябрь 2008 года в Лас-Вегасе. Победитель этого противостояния двух бывших чемпионов UFC получал право на бой с Фёдором Емельяненко. Однако событие было перенесено на январь 2009 года в Анахайм. Кроме того, пара Орловский—Барнетт была разбита: Андрей получил право на титульный бой по версии WAMMA против Емельяненко, а Барнетту в соперники достался Гилберт Ивел из Нидерландов.
«Главный матч Федора против Орловского за пояс чемпиона WAMMA по праву считается одним из величайших поединков в истории спорта.»
Орловский готовился к поединку под руководством известного тренера по боксу Фредди Роуча и, несмотря на то, что подавляющее большинство прогнозов предсказывало победу Емельяненко, Андрей сравнил себя с Джеймсом Дугласом, который в 1990 году неожиданно нокаутировал фаворита Тайсона. Для увеличения зрительского интереса были сняты два документальных фильма о подготовке к предстоящему бою обоих спортсменов. Fox Sports Network выпустил в эфир часовой фильм «The Baddest Man on The Planet» посвящённый Емельяненко, а на официальный сайте Орловского был доступен мини-сериал «Arlovski 360: On the Road to Reckoning», рассказывающий о периоде в тренировках и жизни Андрея в последние шесть недель перед поединком.
Начало боя осталось за Орловским: пользуясь преимуществом в росте и длине конечностей, он раз за разом наносил Емельяненко безответные удары руками и ногами. В конце концов Андрею удалось зажать Фёдора в углу, и он попытался провести удар коленом в прыжке, однако Емельяненко контратаковал и встречным ударом попал Орловскому в подбородок, отправив его в тяжёлый нокаут, признанный позже «Лучшим нокаутом 2009 года» по версии сайта Sherdog. После боя Орловский признал, что не следовал в полной мере установке на бой: проводить прессинг в стойке, постоянно нанося быстрые удары — а также то, что попытка выполнить удар коленом в прыжке была неоправданной авантюрой, стоившей ему победы.

### Strikeforce

#### Неудачный старт
После боя с Емельяненко у Орловского оставался ещё один поединок по контракту с Affliction. Однако организация стала испытывать финансовые затруднения, которые не позволяли ей организовать свой турнир, поэтому она выступила спонсором боя Андрея против американца Бретта Роджерса на турнире «Strikeforce: Lawler vs. Shields», состоявшемся в начале июня 2009 года. При этом Орловский выступил заменой Алистару Овериму, который изначально предполагался соперником Роджерсу, но, повредив руку, не смог принять участия в турнире. Американец до поединка с Орловским почти все свои победы одержал нокаутом в первом раунде, и многими ожидалось, что он использует тактику мощного «навала» на первых минутах и на этот раз. Впрочем, Андрей в своих предыдущих поединках не раз демонстрировал успешную защиту от таких действий за счёт выверенных ударов и хороших перемещений. Однако на этот раз всё вышло по-иному: бой закончился очень быстро — американец сумел стартовым натиском ошеломить Орловского, прижать его к сетке и обрушить на него множество ударов, вынудив рефери остановить поединок через 22 секунды после начала и зафиксировать победу Роджерса техническим нокаутом. Следствием этого поражения для Андрея стал запрет на проведение боёв в течение 60 дней после боя, что вынудило его отложить намеченный на конец июня дебют в профессиональном боксе.
В начале 2010 года было объявлено подписание Орловским нового контракта со Strikeforce. Его следующим соперником стал бразилец Антониу Силва. Так как оба бойца проиграли свои предыдущие поединки, ожидался зрелищный поединок с вероятным нокаутом. Тем не менее, бой продлился всё отведённое ему время и завершился победой Силвы единогласным решением. Для Орловского это поражение стало третьим подряд, что дало обозревателям повод вновь вспомнить про эффект «проклятия Фёдора» — невыразительного и неудачного выступления бойцов после их проигрыша Фёдору Емельяненко.

### K-1
В 2010 году на сайте K-1 проводилось онлайн-голосование для определения бойцов, которые примут участие в 1/16 финала мирового Гран-при в Сеуле 2 октября. Орловский занял по итогам опроса третье место и должен был встретиться с румыном Раулем Катинасем, однако за несколько дней до турнира Орловский опубликовал в своём аккаунте в Twitter сообщение, в котором опроверг своё участие, и был заменён самоанцем Майти Мо.

#### Гран-при 2011 года в тяжёлом весе
В конце 2010 года президент Strikeforce Скотт Кокер в интервью пообещал, что восемь сильнейших бойцов тяжёлого веса, имеющих контракт со Strikeforce, — Алистар Оверим, Фёдор Емельяненко, Фабрисиу Вердум, Джош Барнетт, Сергей Харитонов, Антониу Силва, Андрей Орловский и Бретт Роджерс — проведут бои друг с другом в следующем году. В январе 2011 года был анонсирован крупный турнир-восьмёрка — Гран-при в тяжёлом весе. Соперником Орловского в четвертьфинале, назначенном на 12 февраля, стал Сергей Харитонов.
Отмечая, что Харитонов является сложным соперником, обладающим нокаутирующим ударом, обозреватели, тем не менее, отдавали предпочтение Орловскому, который представлялся более быстрым бойцом, сочетающим как ударную, так и борцовскую техники. Сам Андрей также похвалил своего оппонента, отметив его талант и достижения, а также выразив удовлетворение, что ему достался именно он.
«…нельзя стоять перед Харитоновым, вне зависимости от того, кто ты такой. У него в каждой руке по бомбе. У нас был очень-очень четкий план на бой, однако в клетке все пошло не так, как надо.»
Бой начался с обоюдного обмена ударами, причём Орловский действовал первым номером, в то время как Харитонов ограничивался одиночными ударами и работой в клинче. В конце концов Сергею удалось оттеснить Андрея к сетке и нанести серию точных ударов, завершив её правым боковым, отправившим Орловского на настил ринга. Харитонов принялся добивать упавшего противника и сумел нокаутировать его левым хуком. Для Орловского это поражение стало четвёртым подряд, причём три из них были сопряжены с глубокими нокаутами. В связи с этим появились разговоры о том, что Андрею следует завершить карьеру, однако сам он заявил, что хотел бы продолжать выступать. Между тем, Спортивная Комиссия запретила Орловскому выступления в течение 30 дней.

### Профессиональный бокс
Орловский не раз высказывал пожелание попробовать свои силы в профессиональном боксе ещё с тех пор, как начал тренироваться по этой дисциплине в 2004 году. Affliction Entertainment была основана в сотрудничестве компаний Affliction Clothing — производителя спортивной одежды — и Golden Boy Promotions — основанного Оскаром де ла Хойей промоутера профессиональных боксёрских поединков. Подписав контракт с Affliction, Орловский установил тесный контакт с Golden Boy Promotions и должен был выступить в четырёхраундовом бою в андеркарте намеченного на 11 апреля 2009 года вечера, главным событием которого был поединок Рональд Райт—Пол Уильямс. Однако затем дебют был перенесён на май, а позже — на 27 июня в андеркарт вечера Крис Джон—Рокки Хуарес.
Однако и этому выступлению было не суждено состояться. После нокаута от Бретта Роджерса, полученного 6 июня, Спортивная Комиссия штата Миссури запретила Орловскому проведение боёв в течение 60 дней. За нарушение такого запрета у бойца отбирают лицензию, что лишает его возможности выступать на территории США. Поэтому участие Орловского было отменено.
Тем не менее, 27 февраля 2010 года в Майами Орловский провёл показательный боксёрский поединок с Фресом Окендо, доходы от которого были использованы для благотворительности. Для подготовки к нему Андрей пригласил Майка Гарсиа — тренера бывшего чемпиона мира в лёгком весе Дэвида Диаса.

### Тренировочный режим
Орловский, имея опыт любительских выступлений по борьбе самбо и дзюдо, начал готовиться к профессиональным боям по смешанным единоборствам в Минске под руководством Дмитрия Степанова, который оставался тренером Андрея вплоть до завоевания титула чемпиона UFC в 2005 году. Однако затем Орловский уехал в Чикаго, где начал подготовку с другими тренерами в собственной команде Team Pitbull, что стало причиной его ссоры с первым наставником.
В дальнейшем Орловский не раз приглашал специалистов из других команд для помощи в подготовке к бою. В частности, он улучшал свои боксёрские навыки под руководством Фредди Роуча перед боем с Емельяненко, а также занимался в American Kickboxing Academy в Сан-Хосе. Кроме того, он не раз посещал тренировочный зал Грега Джексона в Альбукерке, а после поражения от Харитонова решил заниматься там постоянно, мотивировав это тем, что в Чикаго много хороших боксёров, но не бойцов ММА. Весной 2011 года Орловский отправился в Дагестан, где провёл несколько месяцев, участвуя в тренировочных сборах с членами сборной республики по вольной борьбе, о чём впоследствии восторженно отзывался.

### Стиль ведения поединков
Орловский является одним из немногих бойцов, которые одинаково уверенно чувствуют себя и в партере, и в стойке, хотя сам Андрей всё же отдаёт предпочтение стойке. Стиль ведения поединков незначительно менялся на протяжении карьеры Орловского, но преимущественно сводился к удержанию противника на расстоянии при помощи лоукиков (удары ногами в корпус и голову в исполнении Андрея достаточно редки) и выполнении комбинационных атак руками. Наиболее сильно Андрей зарекомендовал себя как представитель контратакующего стиля: отлично передвигаясь на ногах, Орловский провоцировал оппонента на атаку и выжидал подходящий момент для скоростных контратак, которые он проводил под разными углами. Также Орловский эффективно защищался от переводов в партер: мало кому из его противников удавалось свалить его на землю борцовским приёмом. Кроме того, долгое время победить Орловского сдачей не удавалось никому, тогда как он сам, имеющий опыт выступлений по самбо, не раз демонстрировал своё умение проводить различные болевые и удушающие приёмы. Впервые победить Андрея удушающим приёмом сумел только Джош Барнетт, сам являющийся выдающимся специалистом в области партера.
«Люди, которые с ним работают, спросили у меня, не хочу ли я потренироваться у Роуча … я, разумеется, ответил согласием. С тех пор, так получилось, я много внимания уделял боксу, а про борьбу как бы подзабыл. Это не значит, что я совсем забросил работу над борцовской техникой. У меня одинаковое количество тренировочного времени и на бокс, и на борьбу, и на джиу-джитсу. Но в боях почему-то преобладает ударная техника.»
С ростом технического мастерства в боксе, особенно заметным после перехода к Фредди Роучу, Орловский стал чаще выступать в роли «первого номера». Однако технический прогресс не вылился в большое количество побед в связи с предрасположенностью Андрея к нокаутам. С момента поражения Дацику и на протяжении остальной карьеры Орловского преследовал назойливый ярлык «Стеклянная челюсть», «приклеенный» болельщиками ММА и означающий неспособность выдерживать сильный удар в голову. Несмотря на то, что Орловский очень негативно относится к приписываемому ему стереотипу, десять из пятнадцати своих поражений он потерпел именно нокаутом.
Также немаловажным недостатком, который признаёт и сам Андрей, является то, что он иногда не следует в точности заранее составленному тренерским штатом плану на поединок и позволяет себе расслабиться во время боя. В частности, по его словам, он уступил Емельяненко по причине того, что хотел завершить бой эффектно вместо того, чтобы продолжать использовать тактику, приносившую ему преимущество, а Бретту Роджерсу проиграл из-за недооценки соперника и фокусировки на дебюте в боксе.

### Дальнейшая карьера
В марте 2011 года стало известно, что компания Zuffa — владелец UFC — приобрела Strikeforce. Было объявлено, что согласно планам нового руководства дивизион тяжеловесов будет распущен, а некоторые бойцы подписаны в UFC. Однако Орловский не вернулся под эгиду крупнейшего промоушена, а стал выступать в других.
«…после четырех поражений я был подавлен. Я слышал, как люди говорили: 'С Орловским покончено. Ему больше нельзя драться. Его ММА карьере пришел конец'… Я тоже конечно волновался, ведь я проиграл нокаутами Емельяненко, Роджерсу и Харитонову. Для любого бойца это плохо. Мы обследовались, и медики сказали, что все хорошо.»
Летом 2011 года организации ProElite, ранее владевшая компанией-промоутером EliteXC, объявила о намерении вновь начать организовывать турниры по смешанным единоборствам. Орловский подписал с ней контракт и 27 августа провёл бой с американцем Рэем Лопесом в главном поединке вечера «ProElite: Arlovski vs Lopez», одержав победу техническим нокаутом в третьем раунде, которая стала для него первой с 2008 года. 5 ноября на втором событии — «ProElite: Big Guns» — Орловский провёл бой с Трэвисом Фултоном и завершил его на последних секундах третьего раунда, нокаутировав противника ударом ноги в голову. В июле 2012 года Андрей подписал контракт с сингапурским промоушеном ONE Fighting Championship. В дебютном поединке в новой организации он должен был встретиться 31 августа с австралийцем Соа Палелеем, однако незадолго до назначенной даты последний отказался от боя из-за несогласия с контрактными условиями. Организация заменила его давним противником Орловского по выступлениям в UFC — Тимом Сильвией. Интерес к бою подогревался давним личным конфликтом спортсменов, которые в очередной раз обменялись оскорблениями и угрозами. Этот поединок, ставший уже четвёртым в их противостоянии, мог состояться раньше — в ноябрьском турнире под эгидой ProElite, однако организаторы тогда предоставили атлетам разных соперников.
В первом раунде некоторым преимуществом владел американец, который много прессинговал и пару раз смог прижать Орловского у сетки. В конце раунда Сильвии удалось нанести серию ударов в голову белоруса, который, однако, устоял. Во втором раунде заметно уставший американец вновь попытался навязать свою игру, но Орловский, не потерявший в скорости, ближе к концу пятиминутки переломил ход боя и серией точных ударов руками опрокинул соперника на настил. После этого Андрей нанёс два так называемых «футбольных» удара ногой, и рефери Юдзи Симада приостановил бой и показал Орловскому жёлтую карточку. Удары ногой в голову соперника, находящегося в партере, согласно правилам ONE FC дозволяются только после разрешающего сигнала рефери. Такого сигнала Симада не подавал, следовательно, наносить удары было нельзя. Сильвии было дано пять минут на восстановление, по истечении которых он заявил, что у него двоится в глазах. После судейского совещания бой был признан несостоявшимся. Во многом именно из-за результатов этого поединка, вызвавших много споров, в правила ONE FC были внесены изменения, разрешающие использовать «футбольные» удары без команды судьи.
В начале ноября Орловский дебютировал под эгидой World Series of Fighting, став участником главного боя вечера на WSOF 1. Его оппонентом стал также когда-то выступавший в Strikeforce, но оказавшийся вне UFC, Девин Коул. Коул, в интервью до поединка сказавший, что его прессингующий стиль будет белорусу неудобным, так и не смог претворить в жизнь свои установки на бой, сумев лишь прижать Андрея к сетке; Орловский же смог найти подходящую для себя дистанцию и в середине первого раунда опрокинул американца точным правым хуком, одержав очередную победу нокаутом.
«Была одна серьезная травма — поранил свою душу. Боем однозначно недоволен… Благодарен публике за поддержку, но если бы меня закидали помидорами, имели бы на это полное право.»
Следующим промоушеном, с которым заключил контракт Андрей, стала российская компания Fight Nigths, предложившая ему в качестве оппонента американского тяжеловеса Майкла Хейза. Несмотря на то, что соперник Орловского не имел в послужном списке громких побед и не обладал ни выдающимися физическими данными, ни великолепной техникой, он являлся неуступчивым по характеру бойцом, привыкшим идти до конца: все свои поражения на тот момент Хэйс потерпел судейскими решениями. Таким образом, спустя более 11 лет — 16 декабря 2012 года — Андрей Орловский вновь выступил перед российской публикой. Будучи безусловным фаворитом, он, тем не менее, не смог досрочно закончить бой, и, хотя и одержал победу единогласным решением (30—27, 30—29, 30—29), бой был достаточно равным.
Беспроигрышная серия Орловского была прервана в следующем бою, который стал главным событием WSOF 2, проходившем в Атлантик-Сити. Соперником Андрея выступил американец Энтони Джонсон, который прежде проводил бои в полутяжёлом, а также среднем и даже полусреднем весах, и для которого эта схватка стала дебютной в тяжёлом. Под занавес первого раунда Джонсон отправил Орловского в нокдаун и едва не завершил бой добиванием, от которого белоруса спас гонг. В дальнейшем выяснилось, что имела место ошибка судьи, отвечающего за отсчёт времени: в действительности нокдаун случился по истечении отведённых на раунд пяти минут. Получивший перелом челюсти Орловский продолжил бой и даже сумел взять по очкам один раунд, но в итоге уступил единогласным решением судей (29—28, 29—28, 29—28).
Следующий поединок белорус провёл спустя полгода — 14 сентября на WSOF 5. Главным боем вечера было запланировано противостояние Джонсона и Майка Кайла. Однако обидчик Андрея получил травму незадолго до назначенной даты, и на замену ему вышел Орловский, причём произошла смена весовой категории в пользу тяжёлого веса. Бой продлился все три раунда и прошёл преимущественно в стойке. Американец, имевший репутацию нокаутёра, подтверждённую досрочно законченными схватками, дважды отправлял Андрея в нокдаун: в первом и третьем раундах. В целом, поединок был весьма равным, что отразилось в разбросе оценок обозревателей MMA-сайтов. Так, Sherdog отдал победу Кайлу, Bloodyelbow.com зафиксировал ничью, а Mmamania.com объявил победителем Орловского. Судьи также решили исход в пользу Андрея.
Через два месяца Орловский провёл свой первый бой на родине. Он стал участником главного боя турнира Fight Nights в Минске, а его оппонентом был выбран представлявший Германию Андреас Краниотакес. В середине второго раунда белорус отправил соперника в нокдаун и успешно добил, заработал таким образом победу.

### Возвращение в UFC
В апреле 2014 года неожиданно для многих было объявлено, что WSOF согласилась расторгнуть контракт с Орловским, который затем подписал соглашение с UFC. Комментируя это событие, Дэйна Уайт заметил, что Андрей был настойчив в желании вернуться в промоушен, и это была его инициатива. Первым соперником Орловского под эгидой нового работодателя стал американец Брендан Шауб. Незрелищный и вялотекущий бой дошёл до решения судей, которые раздельным решением присудили победу белорусу, что, так же как и исход боя с Кайлом, было весьма спорным; к примеру такие ресурсы как Sherdog и Bloodyelbow.com отдали победу американцу. После боя Шауб заявил, что его обокрали, а Уайт подытожил, что главными потерпевшими стали зрители.
В следующем бою, который прошел 13 сентября 2014 года Орловскому противостоял более именитый бразилец Антониу Силва, а сам поединок стал главным событием вечера. И этот бой можно было назвать полноценным возвращением белоруса в UFC, так как бразилец на тот момент занимал 4-е место в рейтинге. Орловский победил своего оппонента в первом же раунде проведя несколько мощных атак.
23 мая 2015 года Орловский встретился в октагоне с американцем Трэвисом Брауном и вновь одержал досрочную победу нокаутом в первом раунде.
5 сентября 2015 года соперником Орловского в матче на UFC 191 стал еще один именитый ветеран Фрэнк Мир. Белорус одержал победу над экс-чемпионом мира в тяжелом весе по итогам всех раундов единогласным судейским решением.
После удачного возвращения в UFC у Андрея Орловского началась затяжная черная полоса из поражений, которая едва не стоила ему контракта с промоушеном. Он проиграл все поединки в 2016-м году — сначала Стипе Миочичу, причем это поражение стоило ему титульного боя, затем белорус уступил Алистару Овериму и Джошу Барнетту. Серия продолжилась и в 2017-м году, Орловский проиграл свои бои Фрэнсису Нганну и Марчину Тыбуре.
11 ноября 2017 года Орловский смог прервать серию поражений на UFC Fight Night 120 он смог победить Джуниора Альбини.
3 марта 2018 года Андрей Орловский встретился со Стефаном Струве в поединке в рамках UFC 222 и одержал победу судейским решением.
После этого Орловский снова выдал серию из поражений — он проиграл Таю Туивасе, Шамилю Абдурахимову, Августо Сакаи. Между Абдурахимовым и Сакаи было еще и поражение Уолту Харрису, но Атлетическая комиссия штата Калифорния дисквалифицировала Харриса на 4 месяца, так как его допинг-проба после боя дала положительный результат, соответственно бой с Орловским был признан несостоявшимся.
20 июля 2019 года Андрей Орловский одерживает победу над Беном Ротуэллом на UFC on ESPN 4.
2 ноября 2019 года Орловский нокаутом на UFC 244 уже на 30-й секунде боя уступает Жаирзиньо Розенстрайку.
13 мая 2020 года Орловский побеждает Филипе Линса в поединке на UFC Fight Night 171.
7 ноября 2020 года на UFC on ESPN 17 - Santos vs. Teixeira Андрей Орловский победил Таннера Босера решением судей. весь бой бойцы провели на дистанции, периодически обмениваясь ударами. Первый раунд был равным, остальные прошли при минимальном преимуществе Андрея. Победу одержал Орловский со счетом 29—28 трижды.
20 февраля 2021 года на турнире UFC Fight Night 185 в Лас Вегасе досрочно проиграл перспективному англичанину Тому Аспиналлу. Явным фаворитом еще до боя шел англичанин. В первом раунде Том выглядел лучше в стойке и чаще попадал, во 2-м раунде Аспинеллу удалось провести тэйкдаун и продолжить бой в партере, где он провел удушающий прием сзади.
17 апреля 2021 года на событии UFC on ESPN 22 - Whittaker vs. Gastelum в Лас Вегасе победил Чейза Шермана. Поединок прошел в стойке и получился очень конкурентным с шансами для обоих. В первом раунде Шерман имел шансы на досрочную победу потрясся Андрея в стойке, но концовка осталась именно за Орловским. Шерман совершал больше ошибок и пропускал, так же сказалась проблема в выносливости. Итог: 29—28 в пользу Питбуля.
17 октября 2021 года в андеркарде боя Аспен Лэдд – Норма Дюмонт по очкам единогласным решением судей со счетом 29—28 победил Карлоса Фелипе. Бой прошел под диктовку Орловского, который работал на дистанции. Фелипе периодически наносил более мощные удары, но были проблемы с донесением в цель. В третьем раунде Орловский заметно устал и начал пропускать силовые удары бразильца, но этого не хватило для победы.
29 октября 2022 года в прелимах вечера UFC Fight Night: Kattar vs. Allen проиграл удушением сзади бразильском бойцу Маркусу Рожерио де Лиме. Бой продлился не полный первый раунд. Вначале Арловский пропустил в размене и упал на спину, Лима бросился на добивание, но сделать это не смог. Взяв спину, а затем и улучшив позицию бразилец задушил Орловского.
13 января 2024 года провел бой на турнире UFC Fight Night 234 Анкалаев - Уокер 2, который прошел в Лас-Вегасе. Соперник 32-летний американец Вальдо Кортес-Акоста (13-1, 4-1 в UFC) был лучше на протяжении всего боя: владел преимуществом, создавал давление и имел пару моментов, чтобы досрочно победить Андрея. По окончании 3-х раундового противостояния судьи дали победу единогласным решением Акосте: 29—28, 29—28, 29—28.
29 июня 2024 года на UFC 303 в Лас Вегасе в своем 60-м поединке проиграл Мартину Будаю раздельным решением судей: 30—27 и 29—28, 29—28. Бой не был богатым на события, прошел без серьезного урона для бойцов. В поединке было много пассивного клинча и мало значимых ударов. В 3-м раунде Будай пробил Орловскому ниже пояса после чего последний взял время на восстановление. Статистика точных ударов в голову и корпус была за Будаем, удары ногами за ветераном. Судьи портала Sherdog посчитали что Орловский победил со счётом 2-1 по раундам. Это был 4-е поражение подряд для Андрея и последний бой в UFC.

## Титулы и достижения

### Смешанные единоборства
- Ultimate Fighting Championship
  - Чемпион UFC в тяжёлом весе (один раз)
  - Временный чемпион UFC в тяжёлом весе (один раз)
  - Обладатель премии «Лучший бой вечера» (один раз) против Трэвиса Брауна
  - Обладатель премии «Выступление вечера» (один раз) против Антониу Силвы
  - Лучший бой полугодия (2015) против Трэвиса Брауна[167]
  - Второе место по количеству побед в истории UFC (23) (ничья с Дональдом Серроне)
  - Наибольшее количество побед в истории UFC в тяжелом весе (23)[168]
  - Наибольшее количество боев в истории UFC в тяжелом весе (38)[169]
  - Наибольшее общее время боя в истории UFC в тяжелом весе (6:09:51)
  - Самый высокий процент защиты тейкдауном в истории UFC в тяжелом весе (88,4%)
  - Наибольшее количество значимых ударов, нанесенные в истории UFC в тяжелом весе (1427)
  - Наибольшее количество ударов в истории UFC в тяжелом весе (1722)[170]
  - Первый белорусский чемпион в истории UFC
- M-1 Global
  - Победитель «Чемпионата Европы» (2000)
- MMAJunkie.com
  - Лучший бой месяца (май 2015) против Трэвиса Брауна[171]

### Любительский спорт
- Чемпион мира по самбо среди юниоров (1999)

## Статистика в смешанных единоборствах
| Боёв 60         | Побед 34 | Поражений 24 |
| --------------- | -------- | ------------ |
| Нокаутом        | 17       | 12           |
| Сдачей          | 3        | 3            |
| Решением        | 14       | 9            |
| Не состоявшихся | 2        | 2            |

| Результат    | Рекорд    | Соперник               | Способ                                       | Турнир                                  | Дата             | Раунд | Время | Место                     | Примечание |
| ------------ | --------- | ---------------------- | -------------------------------------------- | --------------------------------------- | ---------------- | ----- | ----- | ------------------------- | --- |
| Поражение    | 34-24 (2) | Мартин Будай           | Раздельное решение                           | UFC 303                                 | 29 июня 2024     | 3     | 5:00  | Лас-Вегас , Невада, США   | |
| Поражение    | 34–23 (2) | Уолдо Кортес-Акоста    | Единогласное решение                         | UFC Fight Night: Анкалаев vs. Уокер 2   | 13 января 2024   | 3     | 5:00  | Лас-Вегас, Невада, США    | |
| Поражение    | 34-22 (2) | Дон'Тэйл Мейес         | Техническим нокаутом (удары)                 | UFC Fight Night: Кара-Франс vs. Альбази | 29 июня 2023     | 2     | 3:17  | Лас Вегас, Невада, США    | |
| Поражение    | 34-21 (2) | Маркус Рожериу Де Лима | Сабмишн (удушение сзади)                     | UFC Fight Night: Kattar vs. Allen       | 29 октября 2022  | 1     | 1:50  | Лас Вегас, Невада, США    | |
| Победа       | 34-20 (2) | Джейк Коллье           | Раздельное решение                           | UFC on ESPN: Фонт vs. Вера              | 30 апреля 2022   | 3     | 5:00  | Лас Вегас, Невада, США    | |
| Победа       | 33-20 (2) | Джаред Вандераа        | Раздельное решение                           | UFC 271                                 | 12 февраля 2022  | 3     | 5:00  | Хьюстон, Техас, США       | |
| Победа       | 32-20 (2) | Карлос Фелипе          | Единогласное решение                         | UFC Fight Night: Лэдд vs. Думонт        | 16 октября 2021  | 3     | 5:00  | Лас Вегас, Невада, США    | У Фелипе был обнаружен положительный результат на болденон                                                            |
| Победа       | 31-20 (2) | Чейз Шерман            | Единогласное решение                         | UFC Fight Night: Уиттакер vs. Гастелум  | 17 апреля 2021   | 3     | 5:00  | Лас Вегас, Невада, США    | |
| Поражение    | 30-20 (2) | Том Аспиналл           | Сдача (удушение сзади)                       | UFC Fight Night: Blades vs. Lewis       | 21 февраля 2021  | 2     | 1:10  | Лас Вегас, Невада, США    | |
| Победа       | 30-19 (2) | Таннер Бозер           | Единогласное решение                         | UFC on ESPN: Сантус vs. Тейшейра        | 7 ноября 2020    | 3     | 5:00  | Лас Вегас, США            | |
| Победа       | 29-19 (2) | Филипе Линс            | Единогласное решение                         | UFC Fight Night: Smith vs. Teixeira     | 13 мая 2020      | 3     | 5:00  | Джексонвиль, США          | |
| Поражение    | 28-19 (2) | Жаирзиньо Розенстрайк  | Технический нокаут (удары)                   | UFC 244                                 | 2 ноября 2019    | 1     | 0:29  | Нью-Йорк, США             | |
| Победа       | 28-18 (2) | Бен Ротуэлл            | Единогласное решение                         | UFC on ESPN: dos Anjos vs. Edwards      | 20 июля 2019     | 3     | 5:00  | Сан-Антонио, США          | |
| Поражение    | 27-18 (2) | Аугусто Сакаи          | Раздельное решение                           | UFC Fight Night: Jacare vs. Hermansson  | 27 апреля 2019   | 3     | 5:00  | Санрайз, США              | |
| Не состоялся | 27-17 (2) | Уолт Харрис            | Не состоялся (результат отменён)             | UFC 232                                 | 29 декабря 2018  | 3     | 5:00  | Инглвуд, США              | Орловский проиграл бой раздельным решением судей, но результат был позже отменён ввиду провала Харрисом допинг-теста. |
| Поражение    | 27-17 (1) | Шамиль Абдурахимов     | Единогласное решение                         | UFC Fight Night: Hunt vs. Oleinik       | 15 сентября 2018 | 3     | 5:00  | Москва, Россия            | |
| Поражение    | 27-16 (1) | Тай Туиваса            | Единогласное решение                         | UFC 225                                 | 9 июня 2018      | 3     | 5:00  | Чикаго, США               | |
| Победа       | 27-15 (1) | Стефан Стрюве          | Единогласное решение                         | UFC 222                                 | 3 марта 2018     | 3     | 5:00  | Лас-Вегас, США            | |
| Победа       | 26-15 (1) | Жуниор Албини          | Единогласное решение                         | UFC Fight Night 120: Poirier vs. Pettis | 11 ноября 2017   | 3     | 5:00  | Норфолк, США              | |
| Поражение    | 25-15 (1) | Марчин Тыбура          | Единогласное решение                         | UFC Fight Night: Holm vs. Correia       | 17 июня 2017     | 3     | 5:00  | Каланг, Сингапур          | |
| Поражение    | 25-14 (1) | Франсис Нганну         | Технический нокаут (удары)                   | UFC on Fox: Shevchenko vs. Peña         | 28 января 2017   | 1     | 1:32  | Денвер, США               | |
| Поражение    | 25-13 (1) | Джош Барнетт           | Удушающий прием сзади                        | UFC Fight Night: Arlovski vs. Barnett   | 3 сентября 2016  | 3     | 2:53  | Гамбург, Германия         | «Лучший бой вечера» (2)                                                                                               |
| Поражение    | 25-12 (1) | Алистар Оверим         | Технический нокаут (удары в прыжках)         | UFC Fight Night: Overeem vs. Arlovski   | 8 мая 2016       | 2     | 1:12  | Роттердам, Нидерланды     | |
| Поражение    | 25-11 (1) | Стипе Миочич           | Нокаут (удары)                               | UFC 195                                 | 2 января 2016    | 1     | 0:54  | Лас-Вегас, США            | Бой за титул чемпиона UFC в тяжёлом весе.                                                                             |
| Победа       | 25-10 (1) | Фрэнк Мир              | Единогласное решение                         | UFC 191                                 | 5 сентября 2015  | 3     | 5:00  | Лас-Вегас, США            | |
| Победа       | 24-10 (1) | Трэвис Браун           | Технический нокаут (удары)                   | UFC 187                                 | 23 мая 2015      | 1     | 4:41  | Лас-Вегас, США            | «Лучший бой вечера» (1)                                                                                               |
| Победа       | 23-10 (1) | Антониу Силва          | Нокаут (удары)                               | UFC Fight Night: Bigfoot vs. Arlovski   | 13 сентября 2014 | 1     | 2:59  | Бразилиа, Бразилия        | «Выступление вечера» (1)                                                                                              |
| Победа       | 22-10 (1) | Брендан Шауб           | Раздельное решение                           | UFC 174                                 | 14 июня 2014     | 3     | 5:00  | Ванкувер, Канада          | |
| Победа       | 21-10 (1) | Андреас Краниотакес    | Технический нокаут (удары локтями и руками)  | Fight Nights: Битва на Немиге           | 29 ноября 2013   | 2     | 3:14  | Минск, Белоруссия         | |
| Победа       | 20-10 (1) | Майк Кайл              | Единогласное решение                         | WSOF 5                                  | 14 сентября 2013 | 3     | 5:00  | Атлантик-Сити, США        | |
| Поражение    | 19-10 (1) | Энтони Джонсон         | Единогласное решение                         | WSOF 2                                  | 23 марта 2013    | 3     | 5:00  | Атлантик-Сити, США        | |
| Победа       | 19-9 (1)  | Майк Хейз              | Единогласное решение                         | Fight Nights: Битва под Москвой 9       | 16 декабря 2012  | 3     | 5:00  | Москва, Россия            | |
| Победа       | 18-9 (1)  | Девин Коул             | Технический нокаут (удары)                   | WSOF 1                                  | 3 ноября 2012    | 1     | 2:37  | Лас-Вегас, США            | |
| Не состоялся | 17-9 (1)  | Тим Сильвия            | Не состоялся (запрещённый удар ногой)        | ONE FC: Pride of a Nation               | 31 августа 2012  | 2     | 4:46  | Кесон-Сити, Филиппины     | Орловский нанёс запрещённый удар ногой в голову лежащего соперника.                                                   |
| Победа       | 17-9      | Трэвис Фултон          | Нокаут (удар ногой в голову)                 | ProElite: Big Guns                      | 5 ноября 2011    | 3     | 4:59  | Молин, США                | |
| Победа       | 16-9      | Рэй Лопес              | Технический нокаут (удары)                   | ProElite: Arlovski vs Lopez             | 27 августа 2011  | 3     | 2:43  | Гонолулу, США             | |
| Поражение    | 15-9      | Сергей Харитонов       | Нокаут (удары)                               | Strikeforce: Fedor vs. Silva            | 12 февраля 2011  | 1     | 2:49  | Ист-Ратерфорд, США        | Четвертьфинал Гран-При Strikeforce 2011 в тяжёлом весе.                                                               |
| Поражение    | 15-8      | Антониу Силва          | Единогласное решение                         | Strikeforce: Heavy Artillery            | 15 мая 2010      | 3     | 5:00  | Сент-Луис, США            | |
| Поражение    | 15-7      | Бретт Роджерс          | Технический нокаут (удары)                   | Strikeforce: Lawler vs. Shields         | 6 июня 2009      | 1     | 0:22  | Сент-Луис, США            | |
| Поражение    | 15-6      | Фёдор Емельяненко      | Нокаут (удар)                                | Affliction: Day of Reckoning            | 24 января 2009   | 1     | 3:14  | Анахайм, США              | Бой за титул чемпиона WAMMA в тяжёлом весе.                                                                           |
| Победа       | 15-5      | Рой Нельсон            | Нокаут (удар)                                | EliteXC: Heat                           | 4 октября 2008   | 2     | 1:46  | Санрайз, США              | |
| Победа       | 14-5      | Бен Ротвелл            | Нокаут (удары)                               | Affliction: Banned                      | 19 июля 2008     | 3     | 1:13  | Анахайм, США              | |
| Победа       | 13-5      | Джейк О’Брайен         | Технический нокаут (удары)                   | UFC 82                                  | 1 марта 2008     | 2     | 4:17  | Колумбус, США             | |
| Победа       | 12-5      | Фабрисиу Вердум        | Единогласное решение                         | UFC 70                                  | 21 апреля 2007   | 3     | 5:00  | Манчестер, Великобритания | |
| Победа       | 11-5      | Марсиу Крус            | Нокаут (удары)                               | UFC 66                                  | 30 декабря 2006  | 1     | 3:15  | Лас-Вегас, США            | |
| Поражение    | 10-5      | Тим Сильвия            | Единогласное решение                         | UFC 61                                  | 8 июля 2006      | 5     | 5:00  | Лас-Вегас, США            | Бой за титул чемпиона UFC в тяжёлом весе.                                                                             |
| Поражение    | 10-4      | Тим Сильвия            | Технический нокаут (удары)                   | UFC 59                                  | 15 апреля 2006   | 1     | 2:43  | Анахайм, США              | Утратил титул чемпиона UFC в тяжёлом весе.                                                                            |
| Победа       | 10-3      | Пол Бентелло           | Нокаут (удар)                                | UFC 55                                  | 7 октября 2005   | 1     | 0:15  | Анкасвилл, США            | Защитил (2) титул чемпиона UFC в тяжёлом весе.                                                                        |
| Победа       | 9-3       | Джастин Эйлерс         | Технический нокаут (удары)                   | UFC 53                                  | 4 июня 2005      | 1     | 4:10  | Атлантик-Сити, США        | Защитил (1) титул временного чемпиона UFC в тяжёлом весе. Позже объявлен бесспорным чемпионом.                        |
| Победа       | 8-3       | Тим Сильвия            | Болевой приём (ущемление ахиллова сухожилия) | UFC 51                                  | 5 февраля 2005   | 1     | 0:47  | Лас-Вегас, США            | Завоевал титул временного чемпиона UFC в тяжёлом весе.                                                                |
| Победа       | 7-3       | Уэсли Коррейра         | Технический нокаут (удары)                   | UFC 47                                  | 2 апреля 2004    | 2     | 1:15  | Лас-Вегас, США            | |
| Победа       | 6-3       | Владимир Матюшенко     | Нокаут (удар)                                | UFC 44                                  | 26 сентября 2003 | 1     | 1:59  | Парадайс, США             | |
| Победа       | 5-3       | Иан Фриман             | Технический нокаут (удары)                   | UFC 40                                  | 22 ноября 2002   | 1     | 1:25  | Парадайс, США             | |
| Поражение    | 4-3       | Педру Риззу            | Нокаут (удары)                               | UFC 36                                  | 22 марта 2002    | 3     | 1:45  | Парадайс, США             | |
| Поражение    | 4-2       | Рикко Родригес         | Технический нокаут (удары)                   | UFC 32                                  | 29 июня 2001     | 3     | 1:23  | Ист-Ратерфорд, США        | |
| Победа       | 4-1       | Аарон Бринк            | Болевой приём (рычаг локтя)                  | UFC 28                                  | 17 ноября 2000   | 1     | 0:55  | Ист-Ратерфорд, США        | |
| Победа       | 3-1       | Джон Диксон            | Нокаут (удары)                               | Super Fight at International Tournament | 13 мая 2000      | 1     | N/A   | N/A                       | |
| Победа       | 2-1       | Роман Зенцов           | Технический нокаут (удары)                   | M-1 MFC — European Championship 2000    | 9 апреля 2000    | 1     | 1:18  | Санкт-Петербург, Россия   | Выиграл европейский турнир M-1 в тяжелом весе 2000 года                                                               |
| Победа       | 1-1       | Михаэл Тилрой          | Удушающий прием («гильотина»)                | M-1 MFC — European Championship 2000    | 9 апреля 2000    | 1     | 1:25  | Санкт-Петербург, Россия   | Четвертьфинал европейского турнира M-1 в тяжелом весе 2000 года                                                       |
| Поражение    | 0-1       | Вячеслав Дацик         | Нокаут (удар)                                | M-1 MFC — World Championship 1999       | 9 апреля 1999    | 1     | 6:05  | Санкт-Петербург, Россия   | Дебют в тяжелом весе. Четвертьфинал турнира M-1 Heavyweight 1999 года                                                 |

## Появление на экранах
В 2009 году Орловский участвовал во втором сезоне шоу Джейсона Миллера «Наказание хулигана» (англ. Bully Beatdown) на телеканале MTV. По сюжету шоу, Нэтан — хулиган, пристающий и донимающий своего брата Мартина и его приятеля Эдеша. MTV приглашает Нэтана сразиться с Орловским в двух двухминутных раундах и получить возможность выиграть 10 000$: по пять тысяч за каждый. В случае поражения Нэтана деньги достанутся Мартину и Эдешу. В первом раунде противники будут только бороться, и за каждую сдачу от болевого или удушающего Нэтан потеряет по тысяче. Во втором — схватка будет протекать в стойке, и задача Нэтана — продержаться до удара гонга. Орловский уверенно провёл пять болевых в первом раунде и нокаутировал оппонента во втором.
Помимо телевизионных шоу Орловский сыграл четыре роли в кино. Он еще снялся эпизодический роль киллера в фильме Великий уравнитель-2 в главной роли с Дэнзелом Вашингтоном. Его фильмография согласно сайту Imdb приведена ниже.
В 2021 году Орловский совершил разовое появление в рестлинг промоушене All Elite Wrestling, где в рамках вражды команды American Top Team, проиграл в матче группировка The Inner Circle.
| Год       |   | Русское название                    | Оригинальное название               | Роль                            |
| --------- | - | ----------------------------------- | ----------------------------------- | ------------------------------- |
| 2006      | ф | Проклятый алмазIMDb                 | 8 of Diamonds                       | Боско                           |
| 2010      | ф | Универсальный солдат 3: Возрождение | Universal Soldier: Regeneration     | УНП (Унисол нового поколения)   |
| 2012      | ф | Универсальный солдат 4              | Universal Soldier: Day of Reckoning | Магнус                          |
| 2015—2016 | с | Области тьмы (телесериал)IMDb       | Limitless                           | Алексей Басаев Сезон 1, серия 7 |
| 1999      | ф | Рейнджер из атомной зоныIMDb        | Reyndzher iz atomnoy zony           | Рэкетир из банды Виталика       |

## Личная жизнь
О своей личной жизни Орловский распространяется не слишком широко. Некоторое время он сожительствовал с девушкой из журнала Playboy полькой Патрисией Микулой, с которой познакомился через общих друзей. Он отзывался о ней хорошо, отмечая, что она всегда его поддерживала. Однако потом пара прекратила отношения.
В настоящее время Орловский женат. Его супругу зовут Людмила. Пара воспитывает сына, названного Андреем.